# Press Play (album)
Pour les articles homonymes, voir Press Play.
Albums de Diddy
We Invented the Remix
(2002) Last Train to Paris
(2010)
Singles
1. Come to Me
Sortie : 12 septembre 2006
2. Tell Me
Sortie : 7 novembre 2006
3. Last Night
Sortie : 19 décembre 2006
4. Through the Pain (She Told Me)
Sortie : Juillet 2007

Press Play est le quatrième album studio de Sean Combs (sous le nom de Diddy), sorti le 17 octobre 2006.
Il a été certifié disque d'or par la Recording Industry Association of America (RIAA) le 21 novembre 2006 et s'est vendu à plus 700 000 exemplaires aux États-Unis. Il a d'ailleurs fait ses débuts à la première place du Billboard 200 en se vendant à plus de 173 009 exemplaires en une semaine. Press Play a été très bien accueilli dans le reste du monde.

## Liste des titres
| No  | Titre                                                                              | Contient un (des) sample(s) de            | Durée |
| --- | ---------------------------------------------------------------------------------- | ----------------------------------------- | ----- |
| 1.  | Testimonial (Intro) (Produit par Diddy)                                            | Head Over Heels de Tears for Fears        | 2:24  |
| 2.  | We Gon' Make It (featuring Jack Knight – Produit par K-Def)                        | Shaft in Africa de Johnny Pate            | 3:33  |
| 3.  | I Am (Interlude) (featuring Aasim – Produit par Diddy et Sean C & LV)              | You've Made Me So Very Happy de Lou Rawls | 1:46  |
| 4.  | The Future (Produit par Havoc)                                                     |                                           | 3:11  |
| 5.  | Hold Up (featuring Angela Hunte – Produit par SC)                                  | White Shutters de Jerry Peters            | 3:29  |
| 6.  | Come to Me (featuring Nicole Scherzinger – Produit par Diddy et Younglord)         |                                           | 4:36  |
| 7.  | Tell Me (featuring Christina Aguilera – Produit par Just Blaze)                    |                                           | 4:06  |
| 8.  | Wanna Move (featuring Big Boi, Ciara et Scar – Produit par Danja)                  |                                           | 5:18  |
| 9.  | Diddy Rock (featuring Timbaland, Shawnna et Twista – Produit par Danja)            |                                           | 5:12  |
| 10. | Claim My Place (Interlude) (featuring Avant – Produit par Rob Lewis)               |                                           | 3:25  |
| 11. | Everything I Love (featuring Nas et Cee Lo Green – Produit par Kanye West)         | Doggone de Love                           | 4:23  |
| 12. | Special Feelin' (featuring Mika Lett – Produit par Diddy et will.i.am)             | Baby I'm a Star de Prince                 | 4:25  |
| 13. | Crazy Thang (Interlude) (featuring Sarah Rosete – Produit par Rob Lewis)           |                                           | 1:15  |
| 14. | After Love (featuring Keri Hilson – Produit par Timbaland et Danja)                |                                           | 4:47  |
| 15. | Through the Pain (She Told Me) (featuring Mario Winans – Produit par Mario Winans) |                                           | 5:28  |
| 16. | Thought You Said (featuring Brandy – Produit par Mario Winans)                     |                                           | 5:49  |
| 17. | Last Night (featuring Keyshia Cole – Produit par Mario Winans)                     |                                           | 6:26  |
| 18. | Making It Hard (featuring Mary J. Blige – Produit par Rich Harrison)               | I Need Love du Hunt's Determination Band  | 4:54  |
| 19. | Partners for Life (featuring Jamie Foxx – Produit par The Neptunes)                |                                           | 4:30  |

| 20. | All Night Long (featuring Fergie – Produit par will.i.am) | 6:25 |

## Ghost writers
Diddy a très souvent recours à des ghost writers qui écrivent les paroles de ses chansons :
- Aasim : Testimonial (Intro), We Gon' Make It, I Am (Interlude), Tell Me, Everything I Love, Thought You Said, Making It Hard, Partners for Life
- The Game : We Gon' Make It
- Pharoahe Monch : The Future, Hold Up
- Havoc : Hold Up
- Jody Breeze (de Boyz N Da Hood) : Come to Me, Wanna Move, Through the Pain (She Told Me), After Love
- T.I. : Wanna Move
- Ludacris : Diddy Rock
- Royce da 5'9" : Tell Me
- Ness (de Da Band) : Diddy Rock
- Yummy Bingham : Tell Me, Making It Hard
- Cardan : Diddy Rock, Making It Hard
- Static : Tell Me
- Daz Dillinger (depuis Tha Dogg Pound) : Tell Me
- Black Rob et Pharrell Williams : Partners for Life
- Mike Shinoda : Last Night, Diddy Rock
- Sean Garrett: Thought You Said, Making It Hard

## Classement
| Classement / pays (2006)            | Meilleure position |
| ----------------------------------- | ------------------ |
| Billboard 200                       | 1                  |
| Top R&B/Hip-Hop Albums              | 1                  |
| Top Rap Albums                      | 1                  |
| UK Albums Chart                     | 11                 |
| UK Hip Hop and R&B Chart            | 1                  |
| Nouvelle-Zélande Top 40             | 2                  |
| Australie ARIA                      | 18                 |
| Australie Urban Album Chart         | 2                  |
| Australie Rap / Hip-Hop Album Chart | 4                  |
| Danemark                            | 24                 |
| Irlande                             | 13                 |
| Suisse                              | 9                  |
| France                              | 31                 |
| Autriche                            | 41                 |
| Suède                               | 46                 |
| Pays-Bas                            | 58                 |
| Allemagne                           | 31                 |

## Certifications
| Pays              | Certification | Unités certifiées |
| ----------------- | ------------- | ----------------- |
| États-Unis (RIAA) | Or            | 500 000           |
| Irlande (IRMA)    | Or            | 7 500             |
| Royaume-Uni (BPI) | Or            | 100 000           |